# Micropholis humboldtiana
Micropholis humboldtiana är en tvåhjärtbladig växtart som först beskrevs av Johann Jakob Roemer och Schult., och fick sitt nu gällande namn av Terence Dale Pennington. Micropholis humboldtiana ingår i släktet Micropholis och familjen Sapotaceae. IUCN kategoriserar arten globalt som nära hotad. Inga underarter finns listade i Catalogue of Life.